# Sabotage du pont de Livron
Pendant la bataille de Montélimar
Le sabotage du pont de Livron est une opération de la Résistance française dans la nuit du 16 au 17 août 1944 qui détruisit l'unique pont encore utilisable sur la Drôme, au sud de Livron-sur-Drôme. Elle visait à empêcher le repli de la 19e armée allemande après le débarquement allié en Provence. Cette opération a eu un cours décisif sur le cours des opérations militaires dans le Sud de la France à la fin du mois d'août 1944.

## Lieu et situation militaire
Livron est une commune située au milieu de la vallée du Rhône qui, en 1944, comptait 4300 habitants environ. Un pont composé de trois arches, massif, solide, enjambait la rivière de Drôme entre Livron et Loriol-sur-Drôme. Il était situé environ à 150 mètres de la sortie sud du village, sur la route de Montélimar. Cette route, la Nationale 7, est à cette époque le principal axe routier dans la vallée du Rhône.
Après le débarquement allié en Normandie mais surtout avec le débarquement en Provence qui se prépare, les ponts de la vallée du Rhône sont en 1944 d'une importance vitale pour l’approvisionnement ou une éventuelle retraite de la 19e armée allemande du général Friedrich Wiese,. Si les ponts étaient hors d'usage, les Allemands seraient bloqués entre la Drôme au nord, le Rhône à l'ouest et les Alpes à l'est. D'ailleurs, afin de protéger ce pont d'un éventuel bombardement, une batterie de Flak (la DCA allemande), a été positionnée à la sortie du bourg de Livron, soit à environ 150 mètres du pont. Le 16 août, les autres ponts sur la Drôme ayant été détruits, il ne reste que celui de Livron.
Le mois précédent, au cours d'une réunion d’état-major, le commandant des FFI de la Drôme, Jean-Pierre de Lassus Saint-Geniès, alias "Legrand", avait demandé à un de ses adjoints, chef de la Section atterrissage parachutage (SAP) de Drôme-Ardèche, Henri Faure, alias "Albert" ou "Capitaine Gérard", de se préparer à faire sauter le pont en cas de besoin.

## Les faits
Le 15 août, à minuit, sur les plages du Var commence le débarquement de Provence .
À 16 h 30, ce même jour, le commandant Legrand donne l’ordre à Albert de faire sauter le pont de Livron.
En vue de cette action, Henri Faure a regroupé sept cellules de plastic (environ 180 kilogrammes). Durant l'après-midi du 16, il regroupe son commando qui est composé au total de 20 résistants. Ils appartiennent tous à la Section d'atterrissage parachutage et opèrent dans le secteur d'Allex-Livron.
Vers 22 h 30, après avoir disposé un groupe de protection au sud et un autre au nord, Faure et quatre hommes, attaquent le creusement de deux sapes dans le tablier du pont, juste au-dessus de la clé de voûte de l'arche sud. Tout cela, sous la menace des forces allemandes à proximité, à savoir :
- les servants de la pièce de DCA placée en contrebas sur la rive sud.
- les soldats du poste de garde se trouvant à moins de 100 mêtres, côté nord.
- d'un convoi de blindés remontant vers le nord ; immobilisés pour la nuit à la sortie de Loriol, ils peuvent repartir à tout moment et surprendre les sapeurs en plein travail.

Enfin, après deux heures d'efforts exténuants, les charges sont placées avec un allumeur retard 1 heure et piégées au cas où elles seraient découvertes. Peu après 1 heure du matin, Jean Mathon et Henri Faure allument les quatre mèches et s'échappent par le nord, passant devant le poste de garde ennemi. L’explosion se fit ressentir à 8 km.

## Bilan
Le 17 c'est le début du repli pour l'armée allemande dont les véhicules s'amoncellent entre Livron et Montélimar et sont contraints de livrer bataille. En effet, coincés entre le Rhône, les Alpes et la Drôme, ils doivent affronter les 5 000 hommes de la Task Force Butler, avant-garde de la 36e DI US, et 2 000 maquisards, appuyés par une forte aviation. Les éléments américains, après être passés par Sisteron, se sont rabattus le 21 dans la vallée du Rhône, au nord de Montélimar, vers Marsanne. Les combats dans le secteur ont duré jusqu'au 28. C'est la bataille de la vallée du Rhône ou bataille de Montélimar.

## Hommage
Le 14 août 1996, lors des cérémonies du 50e anniversaire de la Libération, le pont a été rebaptisé « Pont Commando Henri Faure ».